# Frank P. Flint

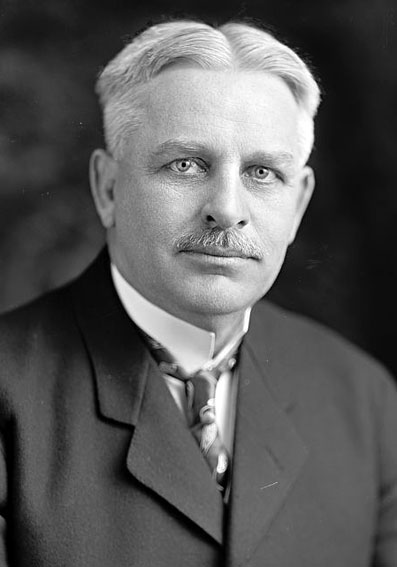
Frank P. Flint

Frank Putnam Flint, född 15 juli 1862 i Middlesex County, Massachusetts, död 11 februari 1929 ombord oceanångaren President Polk, var en amerikansk republikansk politiker. Han representerade delstaten Kalifornien i USA:s senat 1905-1911.
Flint flyttade 1869 med sina föräldrar till San Francisco. Han flyttade sedan 1887 till Los Angeles. Han studerade juridik och inledde 1892 sin karriär som advokat i Los Angeles. Han var domare i Los Angeles County 1895-1897 och sedan federal åklagare 1897-1901.
Flint efterträdde 1905 Thomas R. Bard som senator för Kalifornien. Han kandiderade inte till omval efter en mandatperiod i senaten och efterträddes i mars 1911 av John D. Works.
Flint avled 1929 ombord oceanångaren President Polk på väg till Manila. Han var på en jordenruntresa som han inte hann fullborda.
Orten Flintridge, numera en del av staden La Cañada Flintridge, har fått sitt namn efter Frank P. Flint.